# Richard Connolly
Richard Connolly (10 de noviembre de 1927 - 4 de mayo de 2022) fue un músico australiano, compositor y exmiembro de la Australian Broadcasting Corporation (ABC). Sus trabajos publicados y realizados le permiten ser contado como uno de los compositores más prolíficos de Australia. Él es conocido por sus colaboraciones con el poeta australiano James McAuley. Sus composiciones han tenido éxito a nivel internacional, tanto en el ámbito cristiano y en el campo secular. Sus himnos han sido compuestos para acomodar y adornar las reformas litúrgicas del Concilio Vaticano II.

## Biografía
De 1946 a 1950, Connolly llevó a cabo estudios de teología para el sacerdocio en Roma. Unos meses antes de su ordenación, abandonó sus estudios y regresó a Australia, donde completó un grado en Artes de la Universidad de Sídney. En ese momento, Connolly era un miembro de la parroquia del Espíritu Santo en North Ryde. En 1955, fue presentado a McAuley por el padre de Ted Kennedy. Kennedy pidió a Connolly a componer himnos para cantar en varios puntos durante la misa. Así comenzó una larga colaboración entre McAuley y Connolly. Su colaboración posterior musical durante los años 1950 y 1960 contribuyó significativamente a la himnología australiana contemporánea. Sus composiciones fueron escuchadas por primera vez en una colección titulada Himnos para el Año de Gracia en 1963. . Muchos de los himnos publicados en las colecciones están siendo ampliamente cantado en todas las denominaciones cristianas en Australia y en el extranjero. 
En 1956, Connolly se había unido a la ABC, y en 1960 había comenzado a trabajar en el departamento de Educación de ABC, que trabajan principalmente en las emisiones de Escuelas. En 1967 se unió a la radionovela y el Departamento de características, convirtiéndose en editor de notas especiales. En 1971 llevó a cabo una beca Churchill en Italia, Radio Francia, Bayerischer Rundfunk, y pasó varios meses trabajando en la unidad de la BBC, guion de radio teatro. Durante este tiempo, él también compuso la música para la serie de televisión de la BBC, el Imperio Británico. Regresó a Australia y fue nombrado Jefe de Arte Dramático de Radio y características.
Compuso la música para la primera visita de un Papa de Australia, el Papa Pablo VI, tanto en Randwick y en la Catedral de Santa María de Sídney, en particular, para esta ocasión compuso una "entrada papal y marcha" la versión del Salmo 85.
Ya en 1844, los obispos de Australia había elegido a la Virgen María, bajo el título de "Auxilio de los cristianos" como patrona de la nación australiana, y las palabras son nacionalistas de resonancia para los católicos australianos. Aunque personalmente, permaneciendo en gran medida al margen de la política de la casa católica, el establecimiento de Connolly de estas palabras en su himno "Auxilio de los cristianos, Guarda esta tierra" se convirtió en el himno de batalla de la derecha católica en Australia en los años 1950 y 1960.
En diciembre de 2009, le fue concedido el título honorario de Doctor en Artes por la Universidad de Notre Dame Australia en reconocimiento a su "extraordinaria contribución a la música litúrgica católica en Australia". En su discurso de aceptación dijo que los himnos que había hecho con James McAuley eran "la pieza central de mi trabajo litúrgico y, de todas las cosas que he hecho, aparte de mi familia, el mejor".